# مسئله فرمی–پاستا–اولام–سینگو
مساله فرمی-پاستا-اولام-سینگو در فیزیک که پیش‌تر با عنوان مساله فرمی-پاستا-اولام شناخته می‌شد بیانگر یک پارادوکس فیزیکی در نظریه آشوب است. این مساله در سامانه‌های پیچیده فیزیکی مشاهده شد که رفتارشان از نظریه ارگودیک پیروی نمی‌کرد.
در تابستان سال ۱۹۵۳ انریکو فرمی، جان پاستا، استنی‌سواف اولام و مری سینگو آزمایش‌های عددی (شبیه‌سازی کامپیوتری) انجام دادند. آن‌ها رفتار سیستم را کاملاً متفاوت از آنچه انتظار می‌رفت، مشاهده کردند. این مساله درباره پیچیدگی سامانه غیرخطی است. آن‌ها نتایج کار خود را در سال ۱۹۵۵ در آزمایشگاه ملی لس آلاموس منتشر کردند. فرمی در سال پیش از آن درگذشته بود.